# Ivan Sjisjmanov

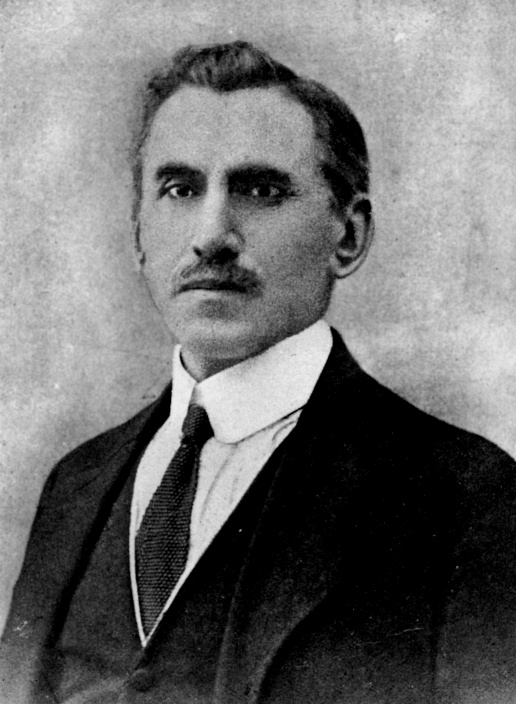
Ivan Sjisjmanov

Ivan Dimitrov Sjisjmanov (bulgariska: Иван Димитров Шишманов), född 22 juni 1862 i Svisjtov, död 23 juni 1928 i Oslo, var en bulgarisk litteraturforskare.
Sjisjmanov studerade vid tyska och franska universitet, utnämndes till inspektör för bulgariska skolväsendet och blev 1894 professor i jämförande litteraturhistoria vid Sofias universitet. Han var även direktör för dess institut för modern filologi och litteratur. Han var undervisningsminister 1905–07.
Bland Sjisjmanovs vetenskapliga studier kan nämnas Der Lenorenstoff in der bulgarischen Volkspoesie (1894), Načenki ot rusko vlijanie v bulgarskata knižnina (Det ryska inflytandet på Bulgariens vitterhet, 1899), Značenie i zaslugi na bratija Miladinovi (1912) och den i "Archiv für slavische Philologie" (band 25) publicerade undersökningen Glück und Ende einer berühmten literarischen Mystification, Veda slovena. Av språkligt värde är hans studier över det bulgariska slang- och tjuvspråket, Bělěžki za bulgarskite tajni jezici i poslovečki govori (1895). 
Sjisjmanov inlade stor förtjänst om den bulgariska folkbildningen genom det efter mönster av den svenska föreläsningsverksamheten av honom bildade Tjitalistjenija sojuz (Bulgariska föreläsningsföreningen). Han redigerade i många år tidskriften "Bulgarski Pregled" och "Sbornik za narodni umotvorenija, nauka i knižnina".